# Microbotryum lewisiae
Microbotryum lewisiae är en svampart som beskrevs av Vánky 1998. Microbotryum lewisiae ingår i släktet Microbotryum och familjen Microbotryaceae.   Inga underarter finns listade i Catalogue of Life.